# Halo Infinite
Halo Infinite je střílečka z pohledu první osoby z roku 2021, kterou vyvinula společnost 343 Industries a vydala společnost Xbox Game Studios. Jedná se o šestý hlavní díl série Halo, který následuje po Halo 5: Guardians (2015).

## Synopse
Kampaň hry sleduje supervojáka Master Chiefa a jeho boj proti žoldácké organizaci, známé jako the Banished, na prstencovém světě Forerunnerů Zeta Halo.

## Vydání
Hra měla být vydána pro Xbox Series X/S. V srpnu 2020 byla odložena poté, co její odhalení v červenci téhož roku vyvolalo negativní ohlasy kritiků i fanoušků Halo. Po otevřené beta verzi byl 15. listopadu 2021 vydán multiplayer. Na rozdíl od předchozích hlavních dílů série je multiplayer hry zdarma.
Samotná kampaň byla vydána 8. prosince 2021 pro Windows, Xbox One a Xbox Series X/S.

## Ohlasy
Hra od kritiků získala obecně příznivé recenze a někteří ji označili za návrat série do formy. Chválili vizuální stránku, hratelnost, design otevřeného světa, soundtrack a příběh.